# La Motte-d’Aigues
La Motte-d’Aigues ist eine französische Gemeinde mit 1418 Einwohnern (Stand 1. Januar 2022) im Département Vaucluse in der Region Provence-Alpes-Côte d’Azur. Sie gehört zum Arrondissement Apt und ist Mitglied im Gemeindeverband Communauté Territoriale Sud-Luberon. Die Bewohner werden Mottaiguois und Mottaiguoises genannt.

## Geografie
La Motte-d’Aigues liegt in der Provence im Südosten des Départements Vaucluse etwa 15 Kilometer südöstlich von Apt und etwa 28 Kilometer nordöstlich von Aix-en-Provence.

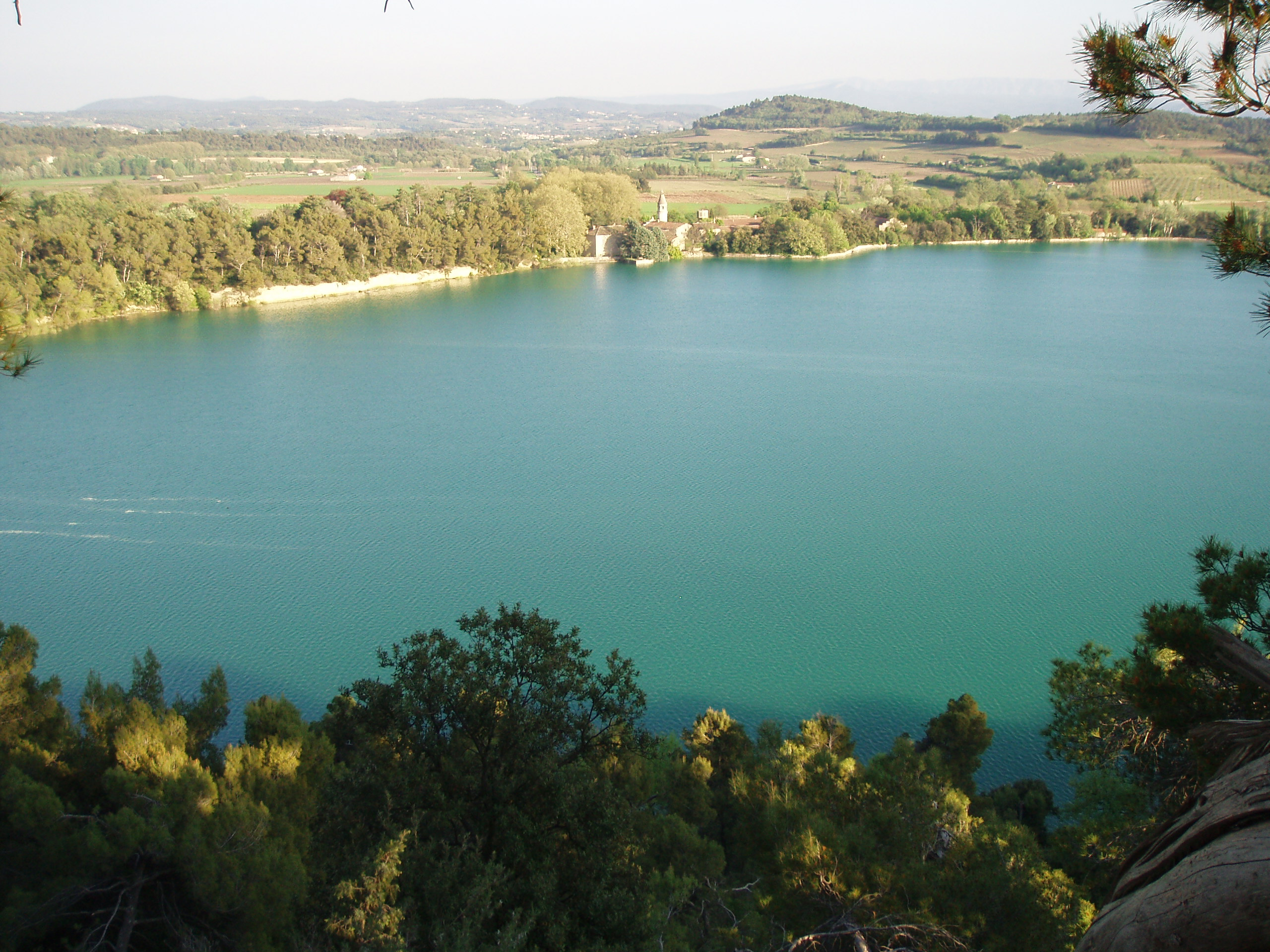
Étang de la Bonde

Die Gemeinde befindet sich an der Südflanke des Grand Luberon am Fuße seines Gipfels, des Mourre Nègre, mit einer Erhebung von 1125 m. Das Gemeindegebiet besteht zu einem Drittel aus steil abfallenden Wäldern, aus zwei urbanisierten Gebieten (Dorf und Weiler Plan) und einem weiteren Drittel aus einer ausgedehnten bewässerten landwirtschaftlichen Ebene (Weinberge, Getreideanbau und Obstgärten).
Östlich des Ortes fließt der 13 Kilometer lange Bach Ourgouse vorbei, der bei La Tour-d’Aigues in die Èze mündet. Wichtigstes Gewässer auf dem Gemeindegebiet ist der 30 Hektar große Teich Étang de la Bonde im Südwesten an der Grenze zu Cabrières-d’Aigues. Er ist das größte künstliche Gewässer im Département.
Umgeben wird La Motte-d’Aigues von den sieben Nachbargemeinden:
|                    | Saint-Martin-de-Castillon                   |                            |
| Cabrières-d’Aigues | Kompassrose, die auf Nachbargemeinden zeigt | Peypin-d’Aigues            |
| Sannes Ansouis     | La Tour-d’Aigues                            | Saint-Martin-de-la-Brasque |

## Geschichte
Das befestigte Dorf, im 11. Jahrhundert gegründet, war Mitte des 15. Jahrhunderts so gut wie ausgestorben, bis Fouqet d’Agoult, der Baron von La Tour-d’Aigues, die Herrschaft erwarb und mit der Wiederbesiedlung begann. Seine Bemühungen blieben nicht ohne Erfolg, doch erst sein Nachkomme Louise d’Agoult rettete den verlassenen Ort. Ein Erlass von 1505 sah die Ansiedlung von 32 Familien aus benachbarten Dörfern und Tälern vor. Da sich in La Motte-d’Aigues auch Waldenser niedergelassen hatten, kam es 1545 im Zuge des Waldenser-Massakers zur Zerstörung des Dorfes durch katholische Truppen. Nach der Französischen Revolution konnte zwar die Religionsfreiheit zurückerlangt werden, jedoch sorgte eine nicht aufzuhaltende Landflucht für den Niedergang des Ortes.

### Bevölkerungsentwicklung

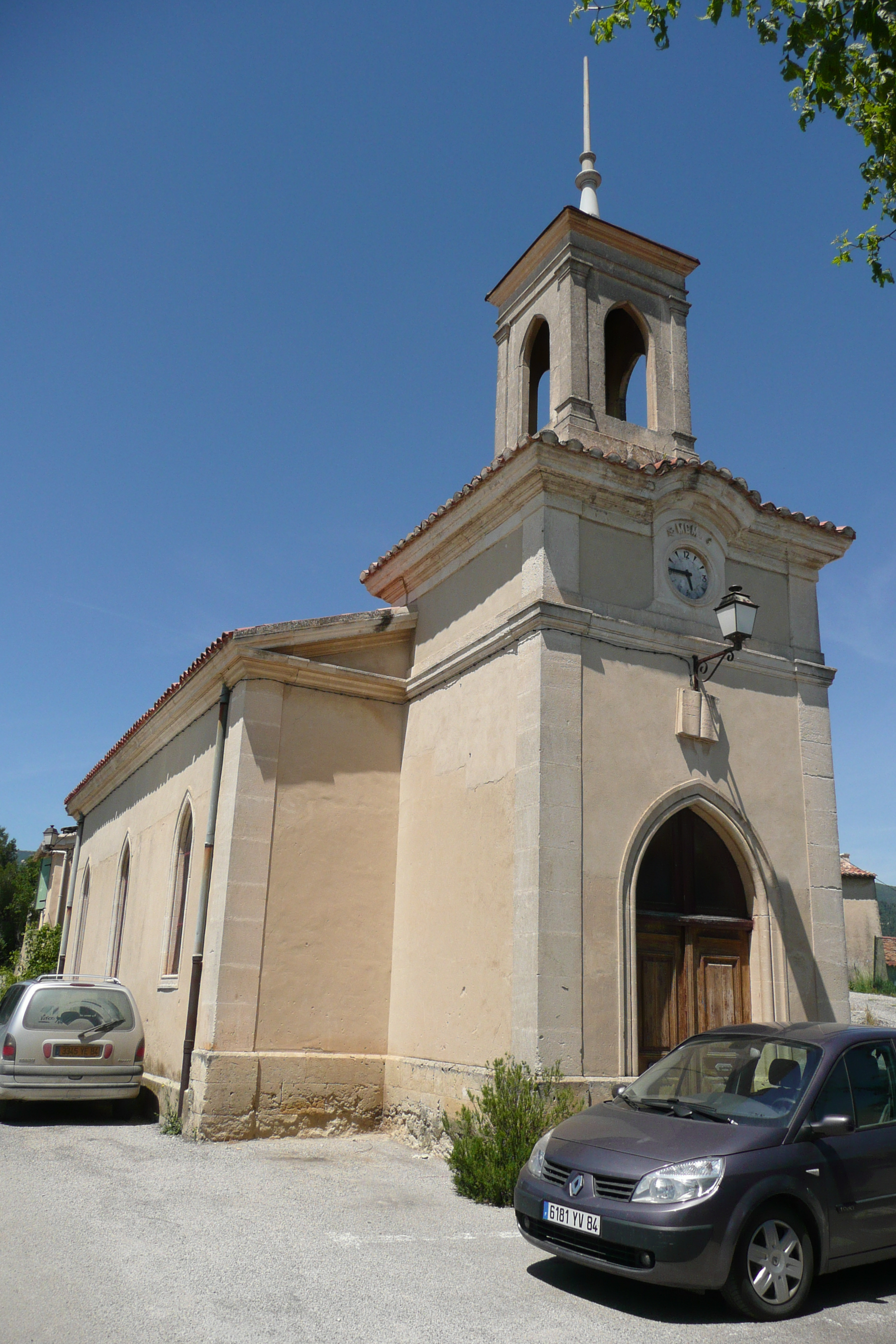
Protestantische Kirche

| Jahr      | 1962 | 1968 | 1975 | 1982 | 1990 | 1999 | 2008 | 2018 |
| --------- | ---- | ---- | ---- | ---- | ---- | ---- | ---- | ---- |
| Einwohner | 295  | 371  | 442  | 591  | 748  | 1010 | 1328 | 1359 |

## Sehenswürdigkeiten
Die Pfarrkirche Saint-Florent-et-Saint-Florentin aus dem Jahr 1420 wurde im 19. Jahrhundert umgebaut und befand sich früher außerhalb des Dorfes. Sie ist heute für den katholischen Gottesdienst vorgesehen, war aber zwischenzeitlich von 1560 bis 1620 protestantisch.
Die heutige protestantische Kirche entstand 1904 und wurde vom Architekten Payan entworfen. Ihre beiden Vorgängerbauten wurden auf königlichen Befehl 1663 bzw. im 19. Jahrhundert aus Sicherheitsgründen abgerissen.